# Tom Ponting
Tom Ponting, né le 28 janvier 1965 à Montréal, est un nageur canadien.

## Palmarès

### Jeux olympiques
- Los Angeles 1984
  -  Médaille d'argent en 4 × 100 m 4 nages.
- Séoul 1988
  -  Médaille d'argent en 4 × 100 m 4 nages.
- Barcelone 1992
  -  Médaille de bronze en 4 × 100 m 4 nages[1].